# Anna Zapalec
Anna Zapalec (ur. 1974) – polska historyk, doktor habilitowany nauk humanistycznych, nauczyciel akademicki Wydziału Historycznego Uniwersytetu Pedagogicznego im. KEN w Krakowie.

## Życiorys
W 1998 ukończyła studia na WSP w Krakowie. Doktorat uzyskała w 2004 na podstawie pracy Ziemia tarnopolska w okresie pierwszej okupacji sowieckiej 1939-1941. W 2016 habilitowała się w oparciu o dorobek naukowy oraz monografię Druga strona sojuszu. Żołnierze brytyjscy w Polsce w czasie drugiej wojny światowej.
W 2006 została adiunktem w Katedrze Najnowszej Historii Polski na Uniwersytecie Pedagogicznym. Wybrano ją na funkcję prodziekana Wydziału Historycznego UP. Członek Polskiego Towarzystwa Historycznego.

## Wybrane publikacje
- Ziemia tarnopolska w okresie pierwszej okupacji sowieckiej (1939-1941), Kraków 2006
- Wkroczenie Armii Czerwonej i obrona granicy polskiej na terenie województwa tarnopolskiego we wrześniu 1939 r. [w:] Wrogowie, sojusznicy, towarzysze broni, red. J. Wojtkowiak, Poznań 2013
- Druga strona sojuszu. Żołnierze brytyjscy w Polsce w czasie II wojny światowej, Gdańsk 2014

## Odznaczenia
- Medal Komisji Edukacji Narodowej (2012)
- Brązowy Medal za Długoletnią Służbę (2016)